# U (lettre)
Pour les articles homonymes, voir U.
Cette page contient des caractères spéciaux ou non latins. S’ils s’affichent mal (▯, ?, etc.), consultez la page d’aide Unicode.
Le U (prononcé /y/) est la 21e lettre et la 5e voyelle de l'alphabet latin moderne. À l'origine, en latin, il n'existait pas et était représenté par le V.

## Origine
|                                |               |              |            |          |          |
| W Proto-sémitique              | wāw phénicien | upsilon grec | V étrusque | V romain | U romain |
| Évolution probable du graphème |               |              |            |          |          |

Initialement l’alphabet latin n’a qu’une seule lettre pour u et v. Du XIIIe et XVe siècles, la forme angulaire est utilisée principalement en début de mot. La distinction entre le u, comme voyelle, et le v, comme consonne, est déjà faite dans un manuscrit gothique de 1396. Au XVIe siècle, cette pratique se répand chez certains auteurs notamment ceux utilisants des orthographes novatrices. Gian Giorgio Trissino en italien dans Ɛpistola del Trissino de le lettere nuωvamente aggiunte ne la lingua Italiana publié en 1529. Joos Lambrecht fait aussi la distinction entre u, la voyelle , et v (ou ụ), la consonne, avec la textura dans un exposé sur l’orthographe néerlandaise publié en 1550. Pierre de La Ramée fait aussi la distinction entre la voyelle u ronde et la consonne v pointue en français dans sa grammaire française publiée en 1562, 1572 et 1587. Au XVIIe siècle, dans la grammaire posthume de Laurent Chifflet, il est indiqué qu'« on marque l'u de deux points, pour signifier qu'il n'est pas consonne, mais voyelle » (ex: joüer). Notation que l'on trouve encore dans la première édition du dictionnaire de l'Académie française de 1694.

## Linguistique
- API: Voyelle haute postérieure arrondie

## Codage

### Informatique
| Lettre                   | U                        | U                        | u                         | u                         |
| ------------------------ | ------------------------ | ------------------------ | ------------------------- | ------------------------- |
| Nom Unicode              | Lettre capitale latine U | Lettre capitale latine U | Lettre minuscule latine U | Lettre minuscule latine U |
| Encodage                 | décimal                  | hexadécimal              | décimal                   | hexadécimal               |
| ASCII, ISO 8859, Unicode | 85                       | 55                       | 117                       | 75                        |
| EBCDIC                   | 228                      | E4                       | 164                       | A4                        |

### Radio
- Épellation alphabet radio
  - international : Uniform
  - allemand : Ulrich
  - français : Ursule
  - police aux États-Unis : Union
- En alphabet morse, la lettre U vaut « ··- »

## Discographie
- La Lettre U, KronoMuzik, 2021 ([7])

### Autres
| Signalisation | Signalisation | Langue des signes | Langue des signes | Écriture Braille |
| Pavillon      | Sémaphore     | française         | québécoise        | Écriture Braille |
| ------------- | ------------- | ----------------- | ----------------- | ---------------- |
|               |               |                   |                   |                  |